# Марков, Евгений Львович
Евге́ний Льво́вич Ма́рков (1835, Курская губерния — 1903, Воронеж) — русский писатель-путешественник, литературный критик, этнограф, выдающийся крымовед. Директор училищ Таврической губернии.

## Биография
Родился 26 сентября (8 октября) 1835 года в родовом имении Патебник Щигровского уезда Курской губернии. Принадлежал к одному из трёх дворянских родов Марковых, ведущему своё происхождение от литовского дворянина, перешедшего на службу к российскому государю и получившему в XVII веке поместья около города Курска. Его отец служил в свите императора Александра I, мать была дочерью генерала Алексея Августовича Гана (178?—1830) — участника суворовского похода — и принадлежит к немецкому аристократическому роду Hahn von Rottenstern-Hahn (Хан фон Ротерштерн-Хан) из Базедова (Мекленбург), восходящему, по семейному преданию, к женской линии династии Каролингов и германским рыцарям-крестоносцам. Таким образом, по материнской линии, Евгений Марков является двоюродным братом писательниц Е. П. Блаватской и В. П. Желиховской, и находится в сродстве с писательницей Е. А. Ган и публицистом Р. А. Фадеевым.
Окончил Курскую гимназию, затем — Императорский Харьковский университет (1857) и стал преподавать географию в Тульской гимназии. Статьи Маркова о яснополянской школе Л. Толстого обратили на себя внимание министерства народного просвещения, и ему было предложено место в учебном комитете.
С 31 декабря 1865 года он состоял директором училищ Таврической губернии и, по должности, директором Симферопольской гимназии. Несогласие с политикой министра народного просвещения Д. А. Толстого вынудило его выйти в 1870 году отставку. Марков вернулся в Щигровский уезд, где занялся земской деятельностью; был управляющим воронежским отделением дворянского и крестьянского земельных банков; много путешествовал по Европе и странам Востока.
Умер в Воронеже 17 (30) марта 1903 года.

### Крымско-восточная тематика
1. Марков Е. Л. Крымские впечатления: Страница из путевого дневника // Отечественные записки. — 1867. — Т. 171, 175, № 12, 15, 16, 22, 23, 24.
2. Марков Е. Л. Поездка в древний Сурож: Из Крымских впечатлений // Отечественные записки. — 1871. — Т. 195.
3. Марков Е. Л. Пещерные города Крыма: Путевые впечатления // Вестник Европы. — 1872. — Т. 3, № 6, 7.
4. Марков Е. Л. Очерки Крыма: Картины крымской жизни, природы и истории. — СПб.: Тип. К. Н. Плотникова, 1872. — 506 с.
  - . — 2-е изд. — СПб., 1884. — 596 с.
  - . — 3-е изд. — СПб.; М., 1902.
  - . — 4-е илл. изд., 257 картин и рисунков. — СПб.; М.: Тип. Товарищества М. О. Вольф, 1906. — 536 с.
  - . — 4-е илл. изд. — СПб., 1911.
  - . — Симферополь: Таврия, 1995. — 543 с.
5. Марков Е. Л. Путеводитель по Крыму. — Одесса, 1872.
  - . — 2-е изд. — СПб., 1872.
6. Марков Е. Л. Берег моря: Роман из крымской жизни, в 2-х томах. — СПб., 1880.
7. Марков Е. Л. Европейский Восток. Путевые очерки. 1. На рубеже // Вестник Европы. — 1886. — № 3. — С. 116.
8. Марков Е. Л. Очерки Кавказа: Картины кавказской жизни, природы и истории. — СПб.; М.: Тип. Товарищества М. О. Вольф, 1887. — 711 с.
  - . — 2-е изд. — СПб.; М., 1904.
  - . — Изд. с 1 акварелью, 310 картинами и рисунками. — СПб.; М.: Тип. Товарищества М. О. Вольф, 1913. — 596 с.
9. Марков Е. Л. Путешествие на Восток: Царь-град и Архипелаг. В стране фараонов. — СПб., 1890—1891. — Т. 1, 2.
10. Марков Е. Л. Путешествие по Святой земле: Иерусалим и Палестина, Самария, Галилея и берега Малой Азии. — СПб.: Тип. М. М. Стасюлевича, 1891. — 515 с.
11. Марков Е. Л. Западня: Повесть из крымской жизни // Вестник Европы. — 1892. — № Сент., Окт..
12. Марков Е. Л. Крым и его особенности // Живописная Россия (книга). — СПб.; М., 1898. — Т. 5.
13. Марков Е. Л. Россия в Средней Азии: Очерки путешествия по Закавказью, Туркмении, Бухаре, Самаркандской, Ташкентской и Ферганской областям, Каспийскому морю и Волге, в 2-х томах и 6 частях (т.1 — Побережья Кавказа. В Туркмении. На Оксусе и Яксарте; т.2 — Фергана. Долина Зеравшана. Домой по Волге). — СПб.: Тип. М. М. Стасюлевича, 1901. — 1062 (544+518) с.
14. Марков Е. Л. Путешествие по Сербии и Черногории. — 1903.

### Воронежско-донская тематика
1. Марков Е. Л. Поездка в Дивногорье // Русский вестник. — Т. 214, № 5, 6. — С. 128—182.
  - В стране белых гор. Поездка в Дивногорье / Науч. ред. проф. А. В. Бережной. — Воронеж: Творческое объединение «Альбом», 2007. — 64 с.
2. Марков Е. Л. Червлёный Яр // Русский вестник. — 1891. — № 8.
3. Марков Е. Л. Хазарские городища на реке Воронеж // Русский вестник. — 1891. — № 11.
4. Марков Е. Л. Древний город Костёнск // Русский вестник. — 1891. — № 12.
5. Белогорские пещеры // Русский вестник. — 1892. — № 1.
6. Марков Е. Л. Старая Донская пустынь и Донецкий казачий городок (Из путевых очерков Воронежской губернии) // Памятная книжка Воронежской губернии на 1893 год. — Воронеж, 1893. — С. 125—157.
7. Марков Е. Л. Поездка к камню Буилу (Из путевых очерков Дона) // Памятная книжка Воронежской губернии на 1894 год. — Воронеж, 1894. — С. 127—146.
8. Марков Е. Л. Донская Беседа и соседние ей древние урочища Дона (путевые заметки) // Памятная книжка Воронежской губернии на 1896 год. — Воронеж, 1896. — С. 108—135.
9. Марков Е. Л. Клады Старой Северщины // Памятная книжка Воронежской губернии на 1902 год. — Воронеж, 1902. — С. 1—18.

### Прочие темы
1. Марков Е. Л. Ушан. Отрывок из воспоминаний детства (рассказ) // Русский вестник. — 1858.
2. Марков Е. Л. Народные типы в нашей литературе (статья о «Казаках» Л. Н. Толстого). — 1865.
3. Марков Е. Л. Барчуки. Картины прошлого: [автобиографический роман]. — СПб., 1875.
  - . — 2-е изд. — СПб., 1882.
4. Марков Е. Л. Софисты XIX века (серия публицистических статей) // Голос (газета). — 1875. — № 36—37 и др..
5. Марков Е. Л. Чернозёмные поля (роман), в 2-х томах. — СПб., 1876 (1877).
6. Марков Е. Л. Собрание сочинений, в 2-х томах (т.1 — Публицистика и критика; т.2 — Путешествия и педагогия). — СПб., 1877.
7. Марков Е. Л. Статья о поэзии Н. А. Некрасова. — 1878.
8. Марков Е. Л. Критические беседы (критическая статья о Н. А. Добролюбове) // Русская речь (газета). — 1880. — № 6, 7.
9. Марков Е. Л. Разбойница Орлиха (исторический роман о пугачёвском восстании). — 1895.
  - . — СПб., 1904.
10. Марков Е. Л. Значение Белинского в истории русского просвещения: Публичное чтение в память 50-летия годовщины его смерти // Кавказ. — 1899. — 3 июля.
11. Марков Е. Л. Значение Пушкина в истории русского просвещения // Памятная книжка Воронежской губернии на 1900 год. — Воронеж, 1899. — С. 53—65.
12. Марков Е. Л. Грехи и нужды нашей средней школы. — СПб.: Тип. А. С. Суворина, 1900. — 131 с.
13. Марков Е. Л. Учебные годы (старого) барчука: [продолжение автобиографического романа]. — СПб., 1901.

### Дети
- Старший сын — Лев Евгеньевич Марков (1862—1936) — предводитель дворянства Щигровского уезда.
- Младший сын — Николай Евгеньевич Марков (1866—1945) — российский политик и публицист, один из лидеров черносотенцев.